# قائمة أنواع السوسة الحقيقية
يوجد عدة أنواع من جنس السوسة الحقيقية:
- سوسة البلوط الرمادي (الاسم العلمي:Curculio quercugriseae)
- سوسة آيوانية (الاسم العلمي:Curculio iowensis)
- سوسة بقانية (الاسم العلمي:Curculio caryae)
- سوسة جبلية (الاسم العلمي:Curculio monticola)
- سوسة جناحية (الاسم العلمي:Curculio humeralis)
- سوسة خجولة (الاسم العلمي:Curculio timidus)
- سوسة خرطومية (الاسم العلمي:Curculio proboscideus)
- سوسة خطمية (الاسم العلمي:Curculio nasicus)
- سوسة ذهبية الغطاء (الاسم العلمي:Curculio aurivestis)
- سوسة سمراء (الاسم العلمي:Curculio fulvus)
- سوسة طويلة الأسنان (الاسم العلمي:Curculio longidens)
- سوسة طويلة الخطم (الاسم العلمي:Curculio longinasus)
- سوسة فيكتورية (الاسم العلمي:Curculio victoriensis)
- سوسة قرمزية (الاسم العلمي:Curculio coccineae)
- سوسة كبيرة الأسنان (الاسم العلمي:Curculio macrodon)
- سوسة كستنائية صغيرة (الاسم العلمي:Curculio sayi)
- سوسة كستنائية كبيرة (الاسم العلمي:Curculio caryatrypes)
- سوسة متسقة (الاسم العلمي:Curculio uniformis)
- سوسة محيرة (الاسم العلمي:Curculio confusor)
- سوسة مخططة (الاسم العلمي:Curculio strictus)
- سوسة مستقيمة الخطم (الاسم العلمي:Curculio orthorhynchus)
- سوسة مفلطحة (الاسم العلمي:Curculio obtusus)
- سوسة نمرية (الاسم العلمي:Curculio pardus)
- سوسة ونزيلية (الاسم العلمي:Curculio wenzeli)
- (الاسم العلمي:Curculio nanulus)
- (الاسم العلمي:Curculio pardalis)
- (الاسم العلمي:Curculio rubipililineus)
- (الاسم العلمي:Curculio sulcatulus)